# Live Phish Volume 15
Live Phish Vol. 15 es un álbum en directo de la banda de rock estadounidense Phish grabado en directo en The Omni de Atlanta, Georgia la noche de Halloween de 1996.
El concierto es el tercero de cinco conciertos en los que Phish tocaban, además de sus propios temas, un álbum completo de otra banda o artista. La banda, junto a una sección de viento y el percusionista de Santana Karl Perazzo, tocaron al completo el disco de Talking Heads Remain in Light.

## Lista de canciones

### Disco 1
1. "Sanity" (Anastasio, Fishman, Gordon, McConnell, Pollak) - 5:48
2. "Highway to Hell" (Scott, Young, Young) - 3:39
3. "Down with Disease" (Anastasio, Marshall) - 11:06
4. "You Enjoy Myself" (Anastasio) - 22:54
5. "Prince Caspian" (Anastasio, Marshall) - 7:07

### Disco 2
1. "Reba" (Anastasio) - 15:40
2. "Colonel Forbin's Ascent" (Anastasio) - 5:29
3. "Fly Famous Mockingbird" (Anastasio) - 10:07
4. "Character Zero" (Anastasio, Marshall) - 7:34
5. "The Star-Spangled Banner" (Key, Smith) - 1:33

### Disco 3
1. "Born Under Punches (The Heat Goes On)" (Byrne, Eno, Frantz, Harrison, Weymouth) - 6:40
2. "Crosseyed and Painless" (Byrne, Eno, Frantz, Harrison, Weymouth) - 9:59
3. "The Great Curve" (Byrne, Eno, Frantz, Harrison, Weymouth) - 9:07
4. "Once in a Lifetime" (Byrne, Eno, Frantz, Harrison, Weymouth) - 5:08
5. "Houses in Motion" (Byrne, Eno, Frantz, Harrison, Weymouth) - 8:57
6. "Seen and Not Seen" (Byrne, Eno, Frantz, Harrison, Weymouth) - 4:30
7. "Listening Wind" (Byrne, Eno, Frantz, Harrison, Weymouth) - 8:08
8. "The Overload" (Byrne, Eno, Frantz, Harrison, Weymouth) - 10:56

### Disco 4
1. "Brother" (Anastasio, Fishman, Gordon, McConnell) - 5:56
2. "2001" (Deodato) - 6:51
3. "Maze" (Anastasio, Marshall) - 12:38
4. "Simple" (Gordon) - 15:03
5. "Swept Away" (Anastasio, Marshall) - 1:09
6. "Steep" (Anastasio, Fishman, Gordon, Marshall, McConnell) - 1:56
7. "Jesus Just Left Chicago" (Beard, Gibbons, Hill) - 7:49
8. "Suzy Greenberg" (Anastasio, Pollak) - 8:00
9. "Frankenstein" (Winter) - 5:23

## Personal
Phish
- Trey Anastasio - guitarra, voz
- Page McConnell - piano, órgano, voz
- Mike Gordon - bajo, voz
- Jon Fishman - batería , voz